# Sjalomkerk ('s-Hertogenbosch)
De Sjalomkerk (Geredja Sjalom) is een kerkgebouw in de Noord-Brabantse stad 's-Hertogenbosch. De kerk is gelegen aan de Ploossche Hof 65.

## Geschiedenis
Dit kerkgebouw werd in 1982 gebouwd voor de Molukse Evangelische Kerk naar een ontwerp van J.P.F.M. Thole. Achtergrond hiervan was dat de Molukkers, die gehuisvest waren in Woonoord Lunetten te Vught, zich na 1960 vestigden in de Bossche wijk De Reit. Bij het overkomen van minimaal een 30-tal gezinnen voorzag de overheid in de bouw van een kerk in de wijk. Dit geschiedde ook hier.
Bij de opening van de kerk was, naast koningin Beatrix en prins Claus, ook Johan Manusama aanwezig. Een en ander ging gepaard met diverse veiligheidsmaatregelen, omdat de treinkaping bij De Punt nog vers in het geheugen lag.

## Gebouw
De kerk is gebouwd in beton en aangepast aan de liturgie van de Molukkers. Een kerkdienst begint thuis, bij het huisaltaar. De kerkgang vindt plaats in de vorm van een soort processie die de verbondenheid van het huisaltaar en de offertafel in de kerk symboliseert. Dit komt onder meer tot uiting in een zuilengalerij buitenom de kerk.